# 김호연 (1943년)
김호연(1943년 4월 13일 ~ )은 대한민국의 정치인이다. 제31·33대 철원군수를 역임했다.

## 학력
- 문혜초등학교
- 신철원중학교
- 신철원고등학교

## 역대 선거 결과
|  | 35.57% |

|  | 45.71% |

## 논란

### 뇌물수수 혐의
김호연은 뇌물을 수수한 혐의로 검찰에 기소되었다. 1심에서 징역 5년형을 선고받았으며 대법원까지 올라갔지만 실형을 선고받아 군수직을 상실했다.